# Chaîne Tenasserim
Pour les articles homonymes, voir Tenasserim.
La chaîne Tenasserim ou collines Tenasserim, en birman တနင်္သာရီ တောင်တန်း [tənɪ̀ɴθàjì tàʊɴdáɴ], en malais Banjaran Tenasserim, en thaï ทิวเขาตะนาวศรี, Thiokhao Tanaosi [tʰiw kʰǎw ta.naːw sǐː], est une chaîne de montagnes et de collines de Thaïlande, de Birmanie et de Malaisie qui constitue l'épine dorsale de la péninsule Malaise. Elle débute en Thaïlande occidentale, se poursuit en Birmanie du Sud-Est, à travers l'isthme de Kra et toute la Malaisie péninsulaire ; ce relief constitue la frontière entre la Birmanie et la Thaïlande sur une grande partie de sa longueur.
Dans sa partie la plus étroite, la chaîne Tenasserim constitue l'isthme de Kra. Bien que franchissable par plusieurs cols de faible altitude, elle forme une barrière naturelle faisant obstacle aux communications. Ainsi, le col des Trois Pagodes est un important point de passage depuis des millénaires entre le sous-continent indien et l'Indochine ; il est actuellement franchi par une route transfrontalière entre la Birmanie et la Thaïlande ainsi que par la ligne Siam-Birmanie.

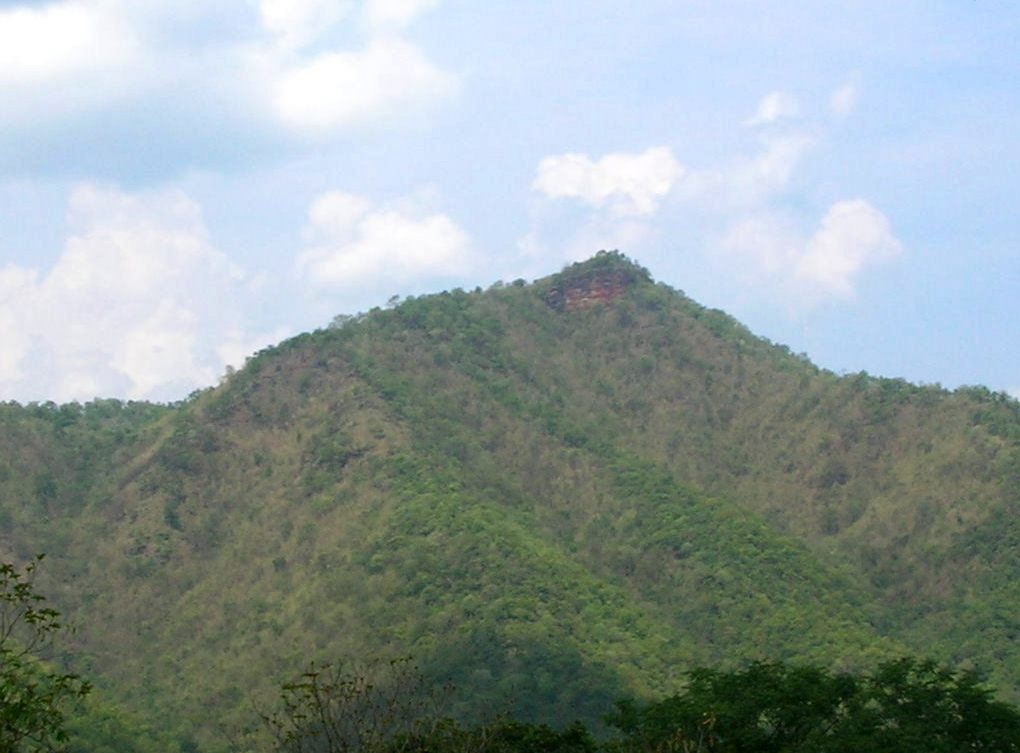
Colline du sein de la Dame (เขานมนาง, 752 m), parc national d'Erawan, Thaïlande.
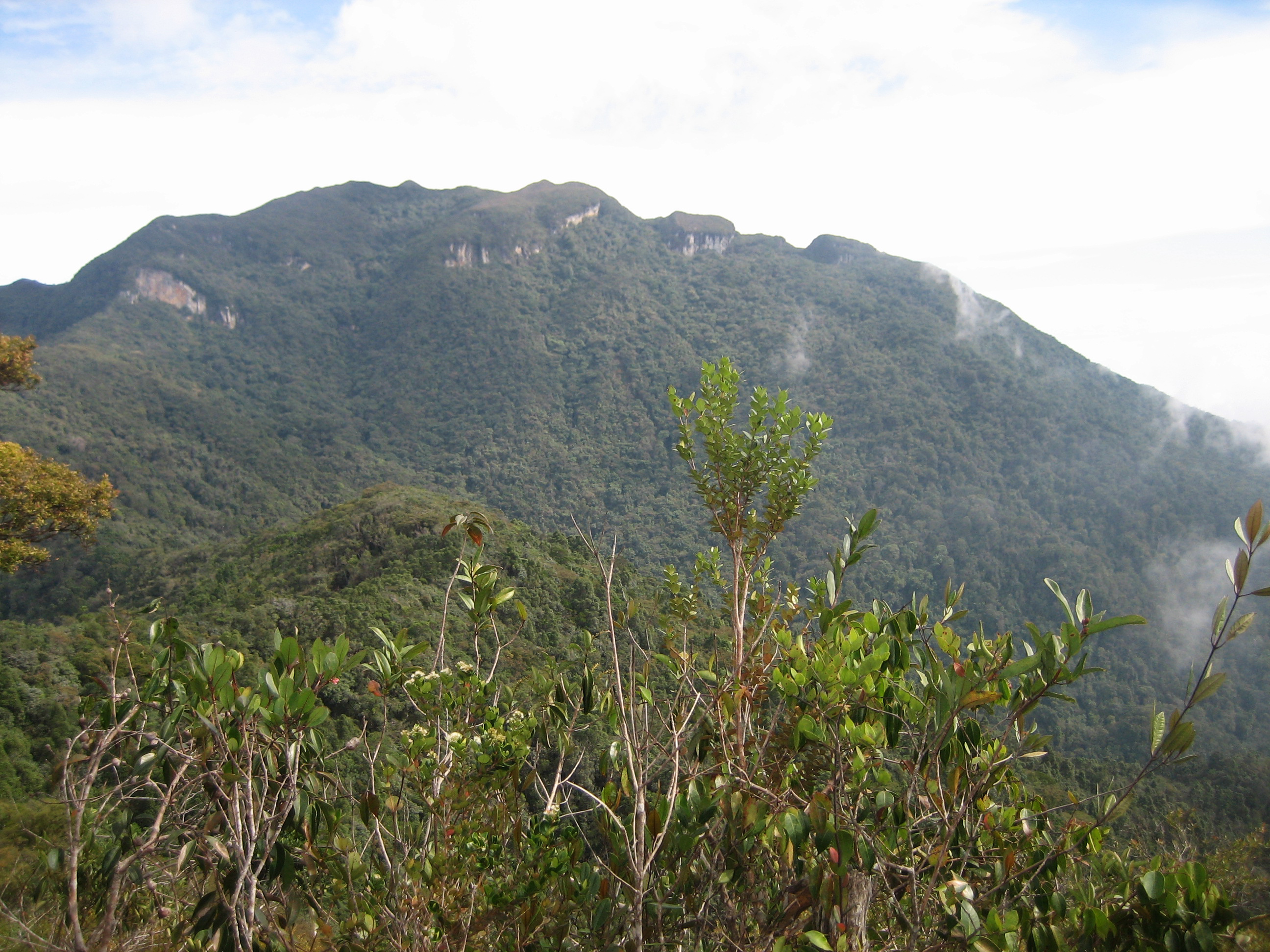
Mont Tahan, point culminant de la chaîne à 2 187 mètres d'altitude, Malaisie.
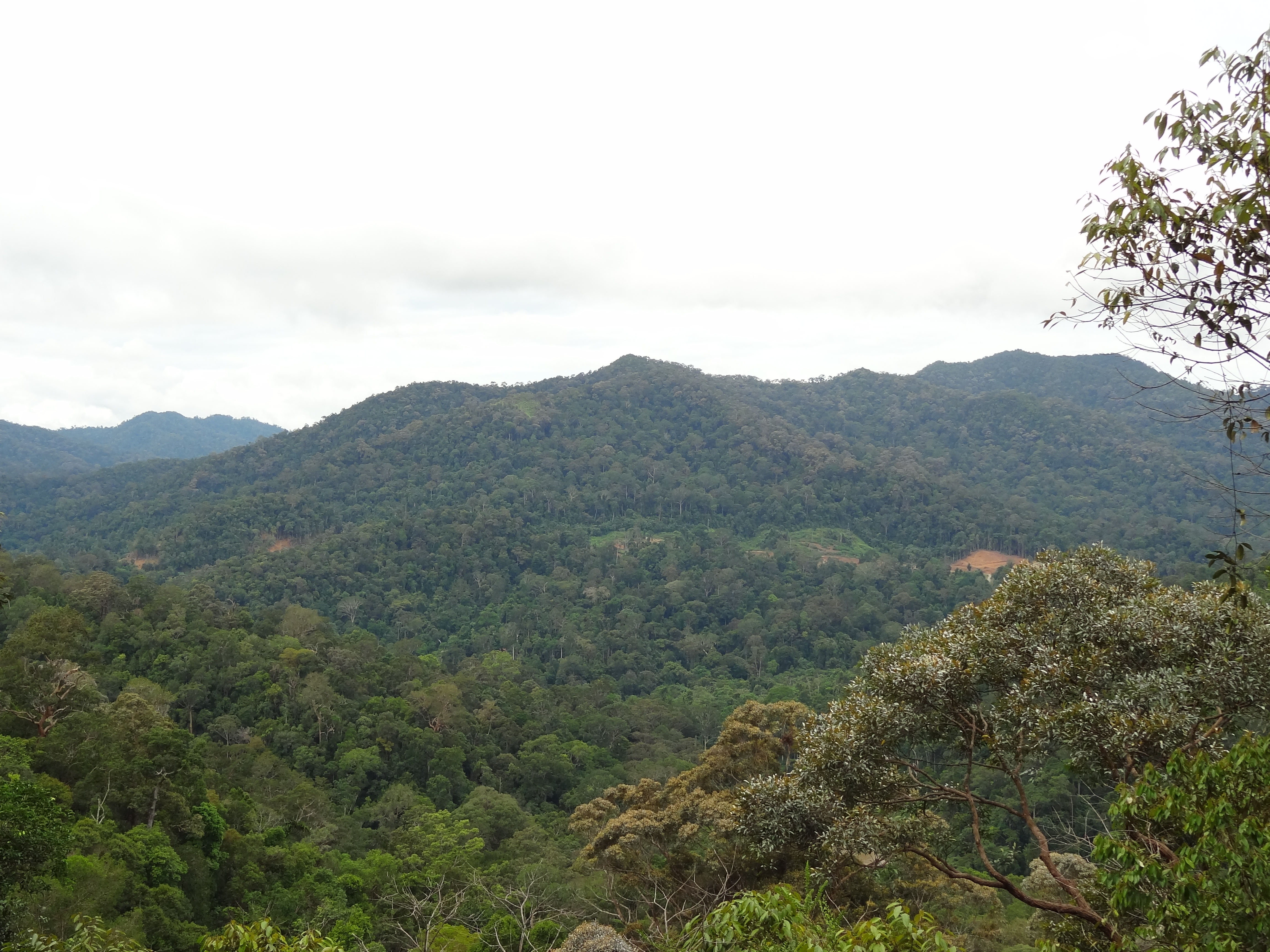
Monts boisés, parc national de Taman Negara, Malaisie.
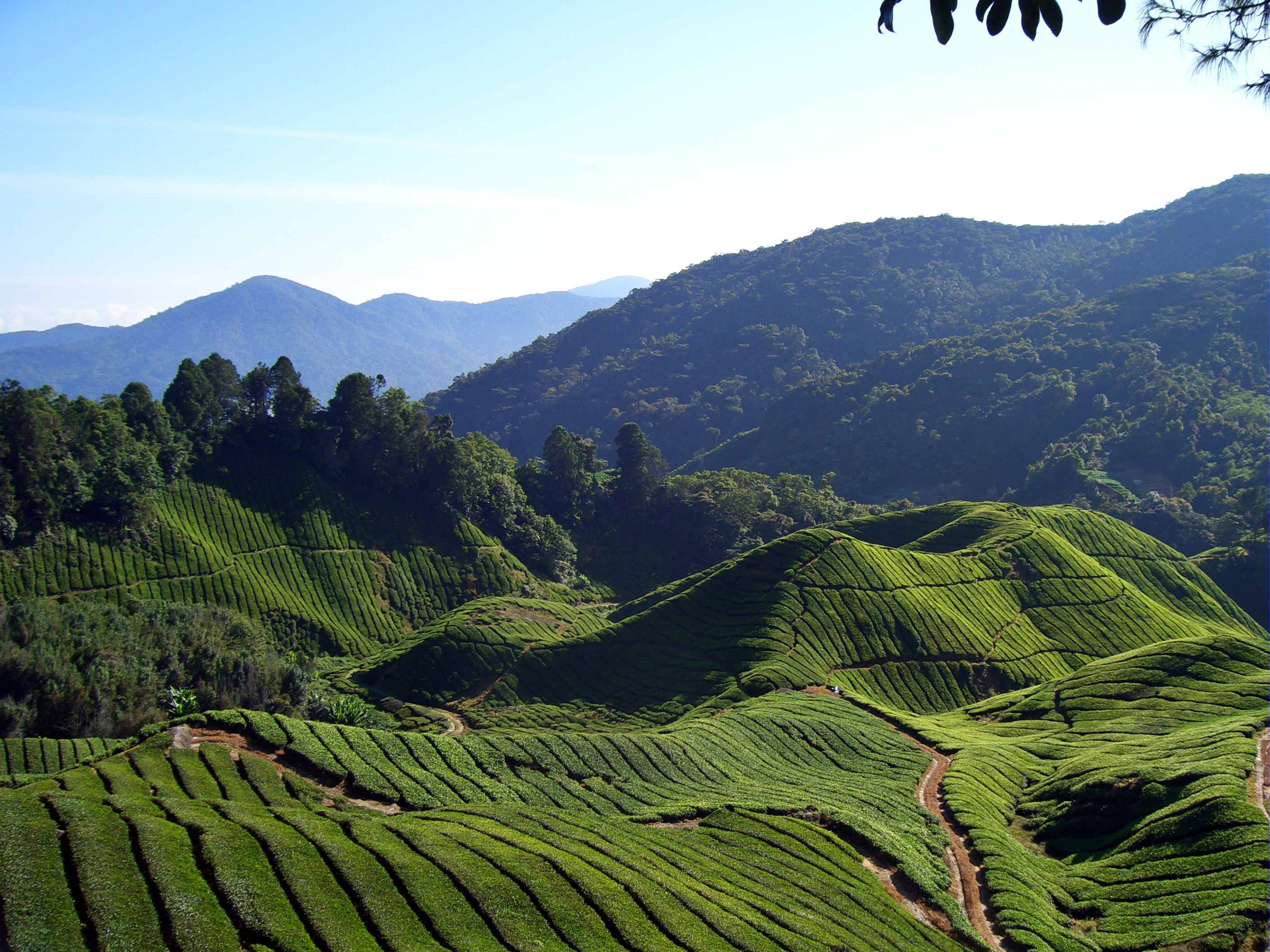
Plantations de thé dans les montagnes Cameron en Malaisie.